# ベナンにおける死刑

ベナン

ベナンにおける死刑（ベナンにおけるしけい）の項目では、ベナンにおける死刑について解説する。ベナンにおいて最後に行われた死刑執行は1987年であり、以降執行は行われていない。2011年8月のアムネスティ・インターナショナルによる報告によれば、現在ベナン国内では死刑廃絶への運動が行われており、その途上にあるとされる 。ベナンの刑法における死刑は武装強盗、殺人、労働搾取への関与について適用される。